# Yoel Romero
Yoel Romero, né le 30 avril 1977 à Pinar del Río, est un lutteur et combattant de MMA cubain spécialiste de la lutte libre. Il participe aux Jeux olympiques d'été de 2000 dans la catégorie de poids des moyens et remporte la médaille d'argent.
C'est un pratiquant professionnel de MMA depuis 2009 et évolue actuellement dans la division des poids mi-lourds du Bellator après avoir été libéré de l'UFC en 2020, à la suite d'une série de trois défaites consécutives. Il détient un palmarès de 14 Victoires (dont 12 par KO/TKO, et 2 par décisions) pour 6 défaites (5 décisions et 1 KO/TKO).

## Parcours en arts martiaux mixtes

### Ultimate Fighting Championship
Yoel Romero rencontre ensuite Lyoto Machida en tête d'affiche de l'UFC Fight Night 70, le 27 juin 2015.
Après avoir amené au sol son adversaire, il le met KO avec de puissants coups de coude dans le troisième round.
Cette nouvelle victoire lui permet de décrocher un bonus de performance de la soirée
Le 12 novembre 2016 il met ko  Chris Weidman lors du UFC 205, un ko spectaculaire qui lui vaut une nouvelle fois le bonus de performance de la soirée.

## Palmarès en lutte

### Jeux olympiques
- Jeux olympiques de 2000 à Sydney,  Australie
  -  Médaille d'argent dans la catégorie des moins de 85 kg
- Jeux olympiques de 2004 à Athènes,  Grèce
  - 4e dans la catégorie des moins de 84 kg

### Championnats du monde
- Championnats du monde 1999 à Ankara,  Turquie
  -  Médaille d'or dans la catégorie des moins de 85 kg
- Championnats du monde 2002 à Téhéran,  Iran
  -  Médaille d'argent dans la catégorie des moins de 84 kg
- Championnats du monde 2005 à Budapest,  Hongrie
  -  Médaille d'argent dans la catégorie des moins de 84 kg
- Championnats du monde 1998 à Téhéran,  Iran
  -  Médaille de bronze dans la catégorie des moins de 85 kg
- Championnats du monde 2001 à Sofia,  Bulgarie
  -  Médaille de bronze dans la catégorie des moins de 85 kg

### Jeux panaméricains
- Jeux panaméricains de 2003 à Saint-Domingue,  République dominicaine
  -  Médaille d'or dans la catégorie des moins de 84 kg
- Jeux panaméricains de 1999 à Winnipeg,  Canada
  -  Médaille de bronze dans la catégorie des moins de 85 kg

### Championnats panaméricains
- Championnats panaméricains 1998 à Winnipeg,  Canada
  -  Médaille d'or dans la catégorie des moins de 85 kg
- Championnats panaméricains 2001 à  Saint-Domingue,  République dominicaine
  -  Médaille d'or dans la catégorie des moins de 85 kg
- Championnats panaméricains 2002 à Maracaibo,  Venezuela
  -  Médaille d'or dans la catégorie des moins de 84 kg
- Championnats panaméricains 2004 à Guatemala,  Guatemala
  -  Médaille d'or dans la catégorie des moins de 96 kg
- Championnats panaméricains 2007 à San Salvador,  Salvador
  -  Médaille d'or dans la catégorie des moins de 84 kg

## Palmarès en arts martiaux mixtes
| 23 combats     | 16 victoires | 7 défaites |
| Par KO         | 13           | 1          |
| Par soumission | 0            | 0          |
| Sur décision   | 3            | 6          |

| Résultat | Record | Adversaire        | Méthode                                    | Événement                               | Date              | Round | Temps | Lieu                                | Notes |
| -------- | ------ | ----------------- | ------------------------------------------ | --------------------------------------- | ----------------- | ----- | ----- | ----------------------------------- | --- |
| Victoire | 16-7   | Thiago Santos     | Décision unanime                           | PFL vs. Bellator                        | 24 février 2024   | 3     | 5:00  | Riyad, Arabie Saoudite              | |
| Défaite  | 15-7   | Vadim Nemkov      | Décision unanime                           | Bellator 297                            | 16 juin 2023      | 5     | 5:00  | Chicago, Illinois, États-Unis       | Pour le titre des poids mi-lourds du Bellator. |
| Victoire | 15-6   | Melvin Manhoef    | KO (coups de coude)                        | Bellator 285                            | 23 septembre 2022 | 3     | 3:34  | Dublin, Irlande                     | |
| Victoire | 14-6   | Alex Polizzi      | TKO (coups de poing)                       | Bellator 280: Bader vs. Kongo 2         | 6 mai 2022        | 3     | 4:59  | Paris, France                       | |
| Défaite  | 13-6   | Phil Davis        | Décision partagée                          | Bellator 266: Romero vs. Davis          | 18 septembre 2021 | 3     | 5:00  | San José, Californie, États-Unis    | |
| Défaite  | 13-5   | Israel Adesanya   | Décision unanime                           | UFC 248: Adesanya vs. Romero            | 7 mars 2020       | 5     | 5:00  | Las Vegas, Nevada, États-Unis       | Pour le titre des poids moyens de l'UFC. |
| Défaite  | 13-4   | Paulo Costa       | Décision unanime                           | UFC 241: Cormier vs. Miocic II          | 17 août 2019      | 3     | 5:00  | Anaheim, Californie, États-Unis     | Combat de la soirée. |
| Défaite  | 13-3   | Robert Whittaker  | Décision partagée                          | UFC 225: Whittaker vs. Romero II        | 10 juin 2018      | 5     | 5:00  | Chicago, Illinois, États-Unis       | Initialement pour le titre des poids moyens de l'UFC mais Romero n'ayant pas fait le poids requis (pesée à 185.2 lb (84 kg)), le titre n'est pas mis en jeu. Combat de la soirée. |
| Victoire | 13-2   | Luke Rockhold     | KO (coups de poing)                        | UFC 221: Romero vs. Rockhold            | 11 février 2018   | 3     | 1:48  | Perth, Australie                    | Pour le titre intérimaire des poids moyens de l'UFC. Romero n'a pas fait le poids requis (pesée à 185.2 lb (84 kg)) et n'a donc pas pu être sacré.                                |
| Défaite  | 12-2   | Robert Whittaker  | Décision unanime                           | UFC 213: Romero vs. Whittaker           | 8 juillet 2017    | 5     | 5:00  | Las Vegas, Nevada, États-Unis       | Pour le titre intérimaire des poids moyens de l'UFC. Combat de la soirée. |
| Victoire | 12-1   | Chris Weidman     | KO (coup de genou)                         | UFC 205: Alvarez vs. McGregor           | 12 novembre 2016  | 3     | 0:24  | New York, États-Unis                | Performance de la soirée. |
| Victoire | 11-1   | Ronaldo Souza     | Décision partagée                          | UFC 194: Aldo vs. McGregor              | 12 décembre 2015  | 3     | 5:00  | Las Vegas, Nevada, États-Unis       | |
| Victoire | 10–1   | Lyoto Machida     | KO (coups de coude)                        | UFC Fight Night: Machida vs. Romero     | 27 juin 2015      | 3     | 1:38  | Hollywood, Floride, États-Unis      | Performance de la soirée. |
| Victoire | 9–1    | Tim Kennedy       | TKO (coups de poing)                       | UFC 178: Johnson vs. Cariaso            | 27 septembre 2014 | 3     | 0:58  | Las Vegas, Nevada, États-Unis       | Combat de la soirée. |
| Victoire | 8–1    | Brad Tavares      | Décision unanime                           | UFC on Fox 11: Werdum vs. Browne        | 19 avril 2015     | 3     | 5:00  | Orlando, Floride, États-Unis        | |
| Victoire | 7–1    | Derek Brunson     | TKO (coups de poing et coups de coude)     | UFC Fight Night: Rockhold vs. Philippou | 15 janvier 2014   | 3     | 3:23  | Duluth, Géorgie, États-Unis         | Combat de la soirée. |
| Victoire | 6–1    | Ronny Markes      | KO (coups de poing)                        | UFC Fight Night: Fight for the Troops 3 | 6 novembre 2013   | 3     | 1:39  | Fort Campbell, Kentucky, États-Unis | |
| Victoire | 5–1    | Clifford Starks   | KO (coup de genou sauté et coups de poing) | UFC on Fox 7: Henderson vs. Melendez    | 20 avril 2013     | 1     | 1:32  | San José, Californie, États-Unis    | Debuts en poids moyens. KO de la soirée. |
| Défaite  | 4–1    | Rafael Cavalcante | KO (coups de poing et coups de genou)      | Strikeforce: Barnett vs. Kharitonov     | 10 septembre 2011 | 2     | 4:51  | Cincinnati, Ohio, États-Unis        | |
| Victoire | 4–0    | Laszlo Eck        | KO (coups de poing)                        | FOTN: Fight of the Night 2011           | 27 mai 2011       | 1     | 0:33  | Greding, Bavière, Allemagne         | |
| Victoire | 3–0    | Nikita Petrovs    | TKO (abandon)                              | SFC 4: MMA Fight Night                  | 5 mars 2011       | 1     | 2:58  | Giessen, Hesse, Allemagne           | |
| Victoire | 2–0    | Michał Fijałka    | TKO (abandon)                              | IFF: The Eternal Struggle               | 8 octobre 2010    | 3     | 4:05  | Dąbrowa Górnicza, Pologne           | |
| Victoire | 1–0    | Sascha Weinpolter | TKO (coups de poing)                       | FOTN: Fight of the Night 2009           | 20 décembre 2009  | 1     | 0:48  | Nuremberg, Bavière, Allemagne       | |

## Engagement personnel
En février 2021, à la suite des attaques des autorités cubaines à l'égard des interprètes du clip Patria y vida, plusieurs personnalités cubaines, dont Yoel Romero, viennent témoigner de leurs propres expériences de violations des droits de l'homme à Cuba, devant le parlement européen .